# Zurab Ionanidze
Zurab Ionanidze (georgiska: ზურაბ იონანიძე) född 2 december 1971 i Kutaisi, Georgiska SSR, är en georgisk före detta fotbollsspelare. Ionanidze spelade tidigare för Zjemtjuzjina-Sotji och Lokomotiv Nizjny Novgorod i Premjer-Liga.